# Frosttide
 (octobre 2019).
Frosttide est un groupe de death metal mélodique et folk metal finlandais. 

## Membres

### Membres actuels
- Juho Patinen – chant et guitare (depuis 2009)
- Felipe Muñoz – clavier et chant (depuis 2009)
- Joonas Nislin – batterie (depuis 2009)

### Anciens membres
- Joni Snoro – chant et guitare (2009-2016)
- Lauri Myllylä – basse (2009-2016)

## Discographie

### Singles
- 2017 : From Dusk To Ascend

## Clips vidéos
- 2018 : Revenant